# Zandkreek
Le Zandkreek est un ancien bras de l'Escaut oriental aujourd'hui fermé par le Zandkreekdam, il est relié à l'ouest au Veerse Gat, entre les îles de Beveland-du-Sud et Beveland-du-Nord.
Historiquement un troisième bras, le Sloe allant vers le sud, a été poldérisé quand Walcheren a été rattaché au continent. Il se trouvait à l'emplacement du canal de Walcheren. Ces trois bras formaient un Y. Le Zandkreek étant la partie nord-est.
Les travaux du plan Delta ont modifié les cours d'eau, le lac Veerse Meer a été formé par la construction du Zandkreekdam et du Veerse Gatdam. La partie du Zandkreek fermée par le Zandkreekdam fait donc partie de ce lac d'eau salée.
| \| Localisation du Plan Delta dans le Monde \| Bernisse Canal de l'Escaut au Rhin Grevelingenmeer Canal Hartel Canal de Zuid-Beveland Dordtsche Kil Escaut occidental Escaut oriental Haringvliet Hollands Diep Krammer Markiezaatsmeer Nieuwe Waterweg Nouvelle Meuse Spui Scheur Veerse Gat Veerse Meer Vieille Meuse Volkerak Zoommeer Anvers Rotterdam Mer du Nord Belgique Pays-Bas Eau de mer Eau douce |
| Localisation du Plan Delta dans le Monde |